# Jackie Loughery
Jacqueline V. Loughery (a veces conocida como Evelyn Avery; 18 de abril de 1930-23 de febrero de 2024), fue una actriz estadounidense ganadora de concursos de belleza que fue coronada "Miss Rockaway Point" en 1949 antes de ser coronada Miss New York USA 1952 y, más tarde, fue la primera ganadora del concurso Miss Estados Unidos (Miss Estados Unidos 1952).

## Primeros años
Jacqueline V. Loughery nació el 18 de abril de 1930 y se crio en Flatbush, Brooklyn, Nueva York, la hija de Joseph y Ellen Loughery. Asistió a la St. Francis Xavier Academy for Young Ladies.

## Carrera

### Miss USA
En 1952, Loughery ganó el título de Miss USA después de que una segunda votación deshiciera un empate en el primer puesto. Loughery, pelirroja, representó a Estados Unidos en el primer certamen de Miss Universo, donde quedó novena.

### Entretenimiento
Loughery apareció en varias películas, entre ellas la comedia de 1956 Pardners con Martin y Lewis y el drama de 1957 The D.I., con Jack Webb, con quien se casó en 1958.
En 1951, Loughery apareció en el breve programa de variedades Seven at Eleven. En 1954, fue ayudante de Johnny Carson en el programa de corta duración Earn Your Vacation.
En 1956, coprotagonizó junto a Edgar Buchanan y Jack Buetel la serie de televisión de sindicato wéstern Judge Roy Bean, que interpretó el papel de la sobrina del juez Roy Bean, Letty.: 547 
En 1957-58, hizo cinco apariciones como invitada en The George Burns and Gracie Allen Show; tres como "Joyce Collins" y las otras dos como "Vicki Donovan". En 1963, apareció en Perry Mason como la acusada de asesinato (pero absuelta) Nell Grimes, el personaje del título, en "El caso del cónyuge bígamo". Apareció como Martha, hermana del sheriff Sam Phelps en el episodio del 18 de mayo de 1961 de la serie Bat Masterson, "Farmer with a Badge". Apareció en la película  Eighteen and Anxious (1957) y fue la protagonista de The Hot Angel (1958).[cita requerida]

## Vida personal y muerte

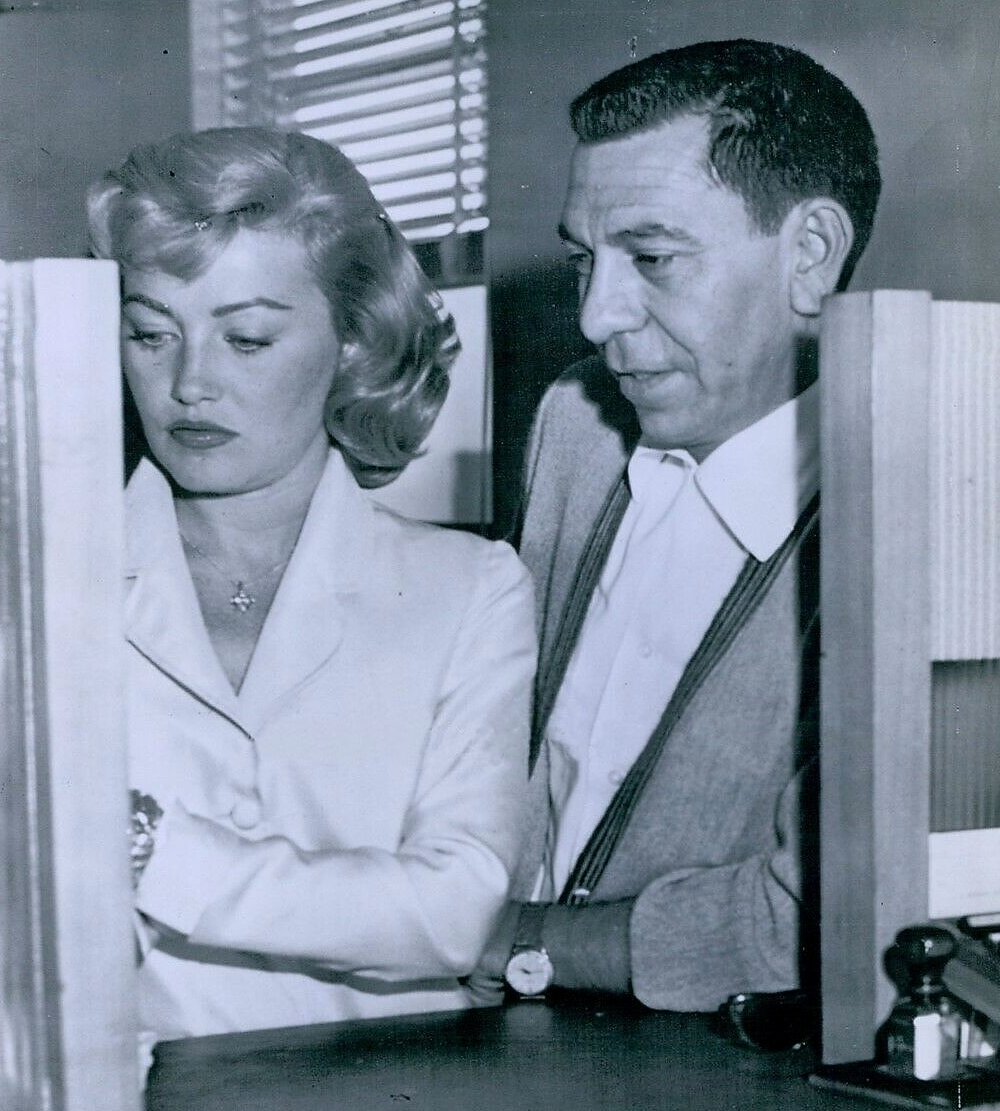
Loughery y Jack Webb solicitando licencia de matrimonio en 1958

En octubre de 1952, a la edad de 23 años, Loughery se casó con Guy Mitchell, un cantante. Tras el fin de ese matrimonio, se casó, en julio de 1958, con el actor y productor Jack Webb. (Un resumen periodístico de 1964 informaba de que Loughery y Webb se habían casado el 24 de junio de 1958 en Studio City). Loughery se divorció de Webb en marzo de 1964. Se casó con Jack W. Schwietzer en 1969, y siguieron casados hasta la muerte de él en 2009. En diciembre de 2022, apareció en Western Clippings, donde habló de su carrera en la pantalla.
Loughery murió en Los Ángeles el 23 de febrero de 2024, a la edad de 93 años.

## Filmografía
| Año  | Título                         | Papel                   | Notas         |
| ---- | ------------------------------ | ----------------------- | ------------- |
| 1953 | The Mississippi Gambler        | Dama de honor           | Sin acreditar |
| 1953 | Abbott and Costello Go to Mars | Guardia venusiana n.º 1 |               |
| 1953 | Take Me to Town                | Chica de dancehall      | Sin acreditar |
| 1953 | The Veils of Bagdad            | Sierva                  |               |
| 1955 | Escape to Burma                |                         | Sin acreditar |
| 1955 | Son of Sinbad                  | Chica del harén         | Sin acreditar |
| 1955 | The Naked Street               | Francie                 | Sin acreditar |
| 1956 | Pardners                       | Dolly Riley             |               |
| 1956 | The D.I.                       | Annie                   |               |
| 1957 | Eighteen and Anxious           | Ava Norton              |               |
| 1958 | The Hot Angel                  | Mandy Wilson            |               |
| 1962 | A Public Affair                | Phyllis Baines          |               |